# Johanna Adriana Ader-Appels
Johanna Adriana Ader-Appels (* 9. Mai 1906 in Driebergen; † 31. Juli 1994 in Nieuw-Beerta, Oldambt) war eine niederländische Evangelistin, Predigerin und Widerstandskämpferin während des Zweiten Weltkriegs.

## Leben und Werk
Johanna Appels wurde als jüngste Tochter des wohlhabenden Bauunternehmers Dirk Appels (1856–1930) und der Hebamme Johanna Adriana van Stam (1859–1931) geboren. Sie wuchs mit zwei Brüdern und ihrer Schwester in Driebergen auf. Nach dem Abitur erwarb Johanna einen Bachelor-Abschluss in englischer Sprache und Literatur und begann in der Redaktion einer Amsterdamer Zeitung zu arbeiten. Zu Beginn der 1930er Jahre lernte sie den damaligen Theologiestudenten Bastiaan Jan Ader (1909–1944) kennen, den sie im September 1935 heiratete. Ein Jahr später bestand ihr Mann sein „kandidaatsexamen“ (niederländisches Universitätsdiplom) und begab sich von Juni bis November 1936 auf eine Radreise nach Palästina, während Johanna in Amsterdam blieb.

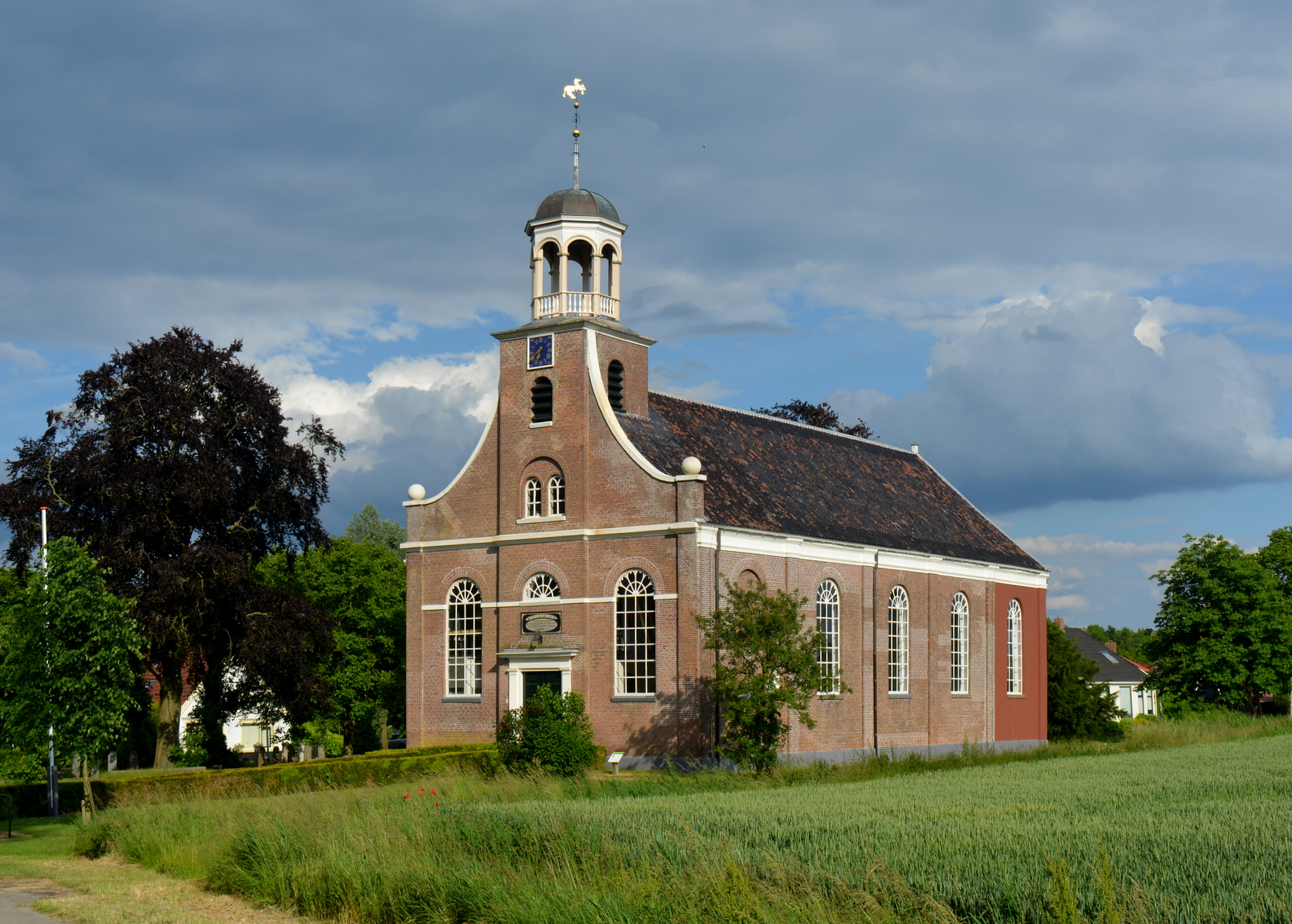
Kirche von Nieuw-Beerta

Von September 1937 bis Oktober 1938 war Johanna Adriana Ader-Appels′ Mann reformierter Hilfsprediger in Haarlemmermeer-Badhoevedorp, danach wurde er 1938 niederländisch-reformierter Pfarrer in der Kirchengemeinde Nieuw-Beerta in Groningen. Mit Beginn des Zweiten Weltkriegs und auch nach der Besetzung der Niederlande verlief ihr Leben in der ländlichen Gemeinde davon relativ unberührt. Johanna Adriana Ader-Appels übernahm in ihrer Gemeinde die Organisation der Jugendarbeit, des Katechismusunterrichtes und des Frauenvereins. Um ihren Mann bei seiner kirchlichen Arbeit zu unterstützen, absolvierte sie 1941 eine Ausbildung zur Religionslehrerin. Im April 1942 wurde ihr erster Sohn Bas Jan Ader (1942–1975) geboren, der später Künstler wurde.

### Tätigkeit im Widerstand
Im Sommer 1942 fand Johanna Ader-Appels′ jüdische Amsterdamer Freundin Lilly Samuel bei ihnen Zuflucht vor dem Holocaust in den Niederlanden. Sie war die erste von sechs ständig Untergetauchten im Pfarrhaus, das zu einem Zentrum zur Unterstützung von Juden, Untergetauchten und abgestürzten oder notgelandeten englischen Piloten wurde. Ader-Appels und ihr Mann organisierten auch die Verteilung von Lebensmittelkarten, falschen Papieren, Nahrungsmitteln, Medikamenten und Kleidung weit über Nieuw-Beerta hinaus. Bastiaan Ader spielte unter dem Pseudonym „Gerard van Zaanen“ im gesamten Gebiet Nord-Groningen eine wichtige Rolle im Widerstand und ab Anfang 1944 wurden seine Aktivitäten durch die Besatzungsmacht beobachtet. Er musste im April 1944 selbst untertauchen, blieb aber weiter im Widerstand aktiv. Johanna Ader-Appels kümmerte sich mit ihrer Magd Tantje alleine um die tägliche Versorgung der Untergetauchten, auch wenn sie kurzzeitig festgenommen wurden, und brachte sie vorsorglich an anderen Stellen im Ort unter. Am 22. Juli 1944 wurde ihr Mann in Haarlem verhaftet. Einen Monat später musste Johanna Ader-Appels das Pfarrhaus auf Befehl der deutschen Wehrmacht verlassen. Sie wohnte bei befreundeten Bauern und Kollegen in der Gegend und erhielt Briefe und Gedichte von ihrem Mann, die er ihr heimlich aus dem Gefängnis auf der Weteringschans in Amsterdam schrieb. Anfang November 1944 kam in Winschoten ihr Sohn Diederik Antonius Viktor Emanuel Erik (* 1944) zur Welt, der später in den diplomatischen Dienst eintrat. Am 20. November wurde Bastiaan Ader im Wald von Rhenen erschossen.

### Leben ab 1945
Johanna Ader-Appels setzte die Arbeit ihres Mannes für die Kirche nach dem Krieg fort. Auf Grundlage ihrer Notizbücher, die bei einer Nachbarin versteckt gewesen waren, schrieb Johanna Ader-Appels ihre Kriegserinnerungen auf, die 1945 unter dem Titel „Een Groninger pastorie in de storm“ veröffentlicht wurden. Nachdem die Gemeinde einen neuen Pfarrer ernannt hatte, verließ Johanna Ader-Appels die Priorie in Nieuw-Beerta und zog in das Vorderhaus eines nahegelegenen Bauernhofs. Sie unterrichtete eine Zeit lang Englisch und wurde 1946 zur unbezahlten Pfarrassistentin in Drieborg ernannt. Auf ihre Initiative wurde 1948 der Reverend-Ader-Fonds eingerichtet, nachdem sie sich Anfang 1945 beim Kirchenvorstand für die Gründung eingesetzt hatte. Mit den Einnahmen aus der Veröffentlichung von „Een Groninger pastorie in de storm“ und ihren Vorträgen über Widerstandsarbeit wurde 1948 der Bau eines Hauses in Drieborg begonnen und im Jahr 1950 das ökumenische Gemeindezentrum eröffnet. Damit konnte die von ihrem Mann gewünschte Kirche in Drieborg in der Gemeinde Oldambt umgesetzt werden. 1973 wurde sie zum „Predikant“ (Pfarrerin) der reformierten Kirche in Nieuw-Beerta ernannt.

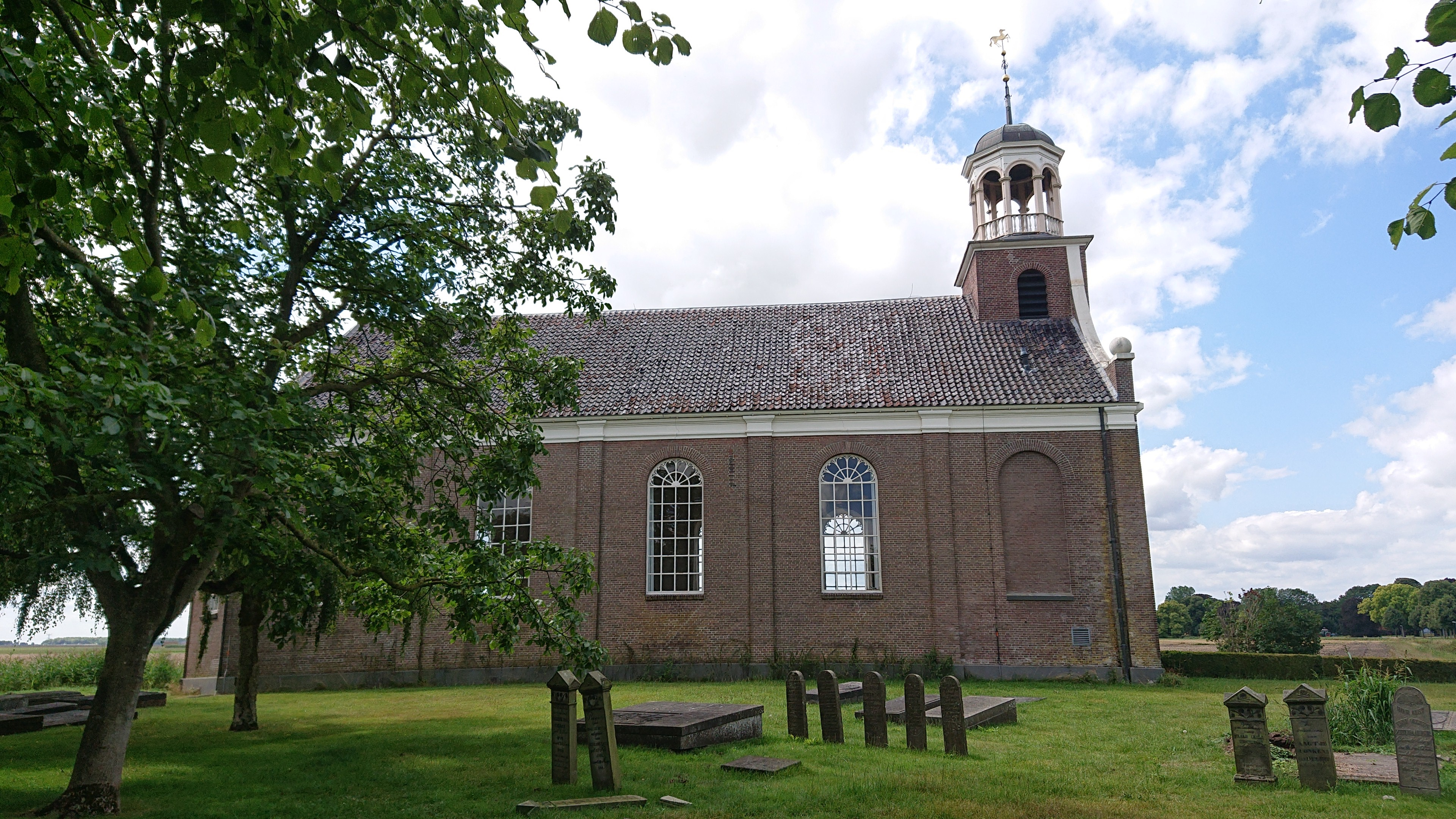
Kirche von Nieuw-Beerta mit Friedhof

Im Jahr 1975 verlor sie ihren Sohn Bas Jan Ader, der seit einer Bootsfahrt über den Atlantik als verschollen galt. In den späten 1970er Jahren spendete Johanna Aders-Appels dem Reverend-Ader-Fonds eine beträchtliche Summe aus ihrem geerbten Vermögen. Sie arbeitete in ihrer Gemeinde bis Ende siebzig. In ihren Achtzigern wurde sie durch eine Demenzerkrankung allmählich arbeitsunfähig. Sie starb 1994 im Alter von 88 Jahren und wurde auf dem Friedhof hinter ihrer Kirche in Nieuw-Beerta beigesetzt.

## Ehrungen
- Johanna Ader-Appels wurde mit dem niederländischen „Verzetsherdenkingskruis“ (Widerstands-Gedenkkreuz) ausgezeichnet und zum Ritter des Ordens von Oranien-Nassau ernannt.
- Zusammen mit ihrem Mann wurde sie 1967 von Yad Vashem mit dem Ehrentitel als Gerechte unter den Völkern ausgezeichnet[2][6] für die Rettung von 200 bis 300 Menschen im Laufe des Krieges.[1]

## Veröffentlichungen
- From the Deep Waters of Sleep. Gedicht zum Verlust ihres Sohnes, 1975
- Laat uw licht schijnen. In memoriam 20 nov. 1944 Ds B.J. Ader. Gedenkschrift, Amsterdam 1946
- Een Groninger pastorie in de storm. Kriegserinnerungen, Amsterdam 1945
- Droomhanneke. In der Kindergeschichtensammlung „When the Leaves Fall“ (unter dem Pseudonym J.A. van Schagen), 1943[2]